# Stictomischus elongatus
Stictomischus elongatus är en stekelart som beskrevs av Kamijo 1960. Stictomischus elongatus ingår i släktet Stictomischus och familjen puppglanssteklar. Inga underarter finns listade i Catalogue of Life.